# Sutphin Boulevard – Archer Avenue – JFK Airport
Sutphin Boulevard – Archer Avenue – JFK Airport – stacja metra nowojorskiego, na linii E, J i Z. Znajduje się w dzielnicy Queens, w Nowym Jorku i zlokalizowana jest pomiędzy stacjami Jamaica Center – Parsons/Archer, Jamaica – Van Wyck i 121st Street. Została otwarta 11 grudnia 1988.